# Liste der Bürgermeister von Ratingen 1320–1806
Diese Liste führt die Bürgermeister von Ratingen für die Jahre 1320–1806.
Ratingen war neben Lennep, Düsseldorf und Wipperfürth eine der sogenannten „Hauptstädte“ im ehemaligen Herzogtum Berg. Diese vier Städte waren berechtigt, je zwei Abgeordnete in den bergischen Landtag zu Düsseldorf zu entsenden. Diese acht Personen bildeten die Städtekurie (neben der Kurie der Ritterschaft) des bergischen Landtags, der bis zum Ende des Ancien Régime ca. 1806 wichtige Rechte, z. B. das der Steuerbewilligung, behaupten konnte. Ein Veto der Städtekurie konnte jeden Landtagsbeschluss blockieren. Fast immer war der jeweilige Bürgermeister einer der beiden städtischen Deputierten. Er stammte durchweg aus einer der wenigen, über Generationen hinweg führenden Ratsherrenfamilien der vier bergischen Hauptstädte, die im 15. und 16. Jahrhundert die wirtschaftlich und – neben dem Adel – politisch führende Schicht im Herzogtum Berg bildeten.
Der Ratinger Bürgermeister wurde in jedem Jahr am Donnerstag nach Pfingsten für ein Jahr neu gewählt. Er war Vorsitzender des Stadtrates, der ursprünglich neben ihm 8 Ratsmitglieder umfasste, 1567/70 aber auf 24 Räte, die Gerichtsschöffen und 4 "Gesellen" erweitert wurde. Bürgermeister und Gesellen bildeten den geschäftsführenden Rat. Der Ratinger Bürgermeister war zugleich Vorsitzender des "Bürgermeistergerichts", das nur schiedsgerichtliche Kompetenzen hatte. Er konnte am Ende seiner einjährigen Amtszeit wiedergewählt werden.
Wegen der schlechten Quellenlage ist die Liste für das 14., 15. und frühe 16. Jahrhundert noch sehr lückenhaft.

## Liste
- 1320–1321 Rodolphus de Pote
- 1380–1381 Heinrich Malderbroit
- 1395 Plonis Henkins
- 1396 Adolf Rocgen
- 1399–1400 Lewe Dechen
- 1401 Adolf Rocgen
- 1404 N. N. Hoemburg
- 1405 Adolf Rocgen
- 1406 N. N. Hoemburg

- 1407 Christian Iserenhoefft
- 1410–1411 Christian Iserenhoefft
- 1423–1424 Christian Iserenhoefft
- 1427–1428 Christian Iserenhoefft
- 1428–1429 Lewe Dechen
- 1432–1433 Christian Iserenhoefft
- 1433–1434 Clayß Cluiskin
- 1434–1435 Christian Iserenhoefft
- 1435–1436 Gobel Reynkin

- 1436–1437 Ailf Dechen
- 1438–1439 Ailf Dechen
- 1439–1440 Johann Coelkes

- 1441 Conrad Offercamp
- 1443–1444 Conrad Offercamp
- 1444–1445 Ailf Dechen
- 1449–1450 Conrad Offercamp
- 1450–1451 Ailf Dechen
- 1451–1452 Johann in der Haene
- 1453–1455 Conrad Offercamp
- 1455–1457 Wilhelm Wynter
- 1458–1459 Conrad Offercamp
- 1459–1460 Ailf Dechen
- 1460–1461 Conrad Offercamp
- 1461–1463 Wilhelm Wynter
- 1464–1466 Albrecht Offercamp
- 1466–1467 Ailf Kaeffken
- 1467–1469 Rutger Dechen
- 1469–1470 Johann Goitzwin
- 1470–1471 Hermann Becker
- 1471–1472 Johann Dechen
- 1472 Rutger Dechen
- 1473–1474 Rutger Dechen
- 1474–1476 Johann von Monheim

- 1477–1479 Rutger Dechen
- 1479–1480 Johann Dechen
- 1480–1481 Johann von Monheim
- 1482–1483 Johann von Monheim

- 1483–1484 Bruno Goltsmyt
- 1484–1487 Johann von Monheim
- 1490–1491 Johann Haene
- 1493–1495 Bruno Goltsmyt
- 1495 Ditzmann Dreiß
- 1495–1497 Heinrich Kopersleger

Siegel des Kerstien Yserenhoit, 1407–1451 Schöffe zu Ratingen

Siegel des Ailf Dechen, 1425–1459 Schöffe zu Ratingen

Siegel des Conrad Offercamp, 1425–1478 Schöffe zu Ratingen

Siegel des Rutger Dechen, 1460–1479 Schöffe zu Ratingen

Siegel des Bruyn Goltsmyt, 1483–1493 Schöffe zu Ratingen

- 1497–1498 Heinrich von Winkelhausen
- 1498–1499 Heinrich Kopersleger

- 1499 Peter Koeffgen

Siegel des Peter Koefgen, 1493–1527 Schöffe zu Ratingen

- 1499–1500 Heinrich von Winkelhausen
- 1500–1501 Peter Koeffken
- 1505–1506 Wilhelm Dechen
- 1506–1507 Heinrich von Winkelhausen
- 1508–1509 Jocob Goltsmyt
- 1509–1510 Heinrich Kopersleger
- 1511–1512 Johann Straitman
- 1512–1513 Johann Grüter
- 1517–1518 Wilhelm Schweder
- 1526–1527 Jacob Steinhuyß
- 1530–1531 Wilhelm Harve

- 1532–1533 Leo Erwin

- 1533–1534 Wilhelm Haenen

- 1537–1538 Ditzman Huckinck
- 1538–1540 Ditzman am Putt
- 1540–1541 Leo Erwin
- 1541–1543 Wyngin Rasen
- 1543–1544 Ditzman am Putt
- 1544–1545 Leo Erwin
- 1545–1546 Johann Mauritius
- 1546–1547 Wilhelm Kleingin
- 1547–1548 Ditzman am Put
- 1548–1549 Leo Erwin
- 1549–1551 Wilhelm Putz
- 1551–1553 Wilhelm Haen
- 1553–1556 Peter Huckinck
- 1558–1559 Jacob Panthaleon
- 1560–1561 Wilhelm Haen
- 1564–1566 Johann Müllemann
- 1566–1568 Ditzmann Drieß
- 1569–1571 Wilhelm Haen
- 1574–1575 Johann Steinhaus

- 1577–1578 Rutger Portmann
- 1579–1580 Johann Koelgen
- 1580–1581 Johann Velderhoff
- 1582–1585 Johann Portmann
- 1585–1587 Reinhard Gruiter
- 1587–1588 Johann Portmann
- 1588–1589 Jacob Pempelfort
- 1590–1591 Jacob Pempelfort
- 1591–1592 Johann Portmann
- 1592–1593 Heinrich Gruitkamp
- 1593–1594 Jacob Pempelfort
- 1595–1597 Reinhard Gruiter
- 1598–1599 Rutger Portmann
- 1599–1600 N. N. Pempelfort
- 1600–1602 Reinhard Steinhaus
- 1603–1604 Johann Offercamp
- 1604–1605 Johann Portmann
- 1605–1606 Adolph Goldschmidt
- 1606–1607 Conrad Blaspil
- 1607–1608 Reinhard Steinhaus
- 1608–1609 Johann Portmann
- 1609–1610 Jacob Pempelfort
- 1610–1612 Johann Offencamp
- 1612–1614 Anton Kramer
- 1614–1615 Johann Offencamp
- 1615–1618 Jacoc Pempelfort
- 1618–1620 Rudolph Becker
- 1620–1622 Conrad Hammerstein
- 1622–1624 Gerhard Mohren
- 1624–1627 Jacob Pempelfort
- 1627–1628 Joachim Offencamp
- 1628–1631 Bernhard Scholtheiß
- 1631–1632 Johann Steinhaus
- 1632–1633 Rudolf Becker
- 1633–1634 Christian Mohr
- 1634–1635 Wilhelm Clout
- 1635–1636 Joachim Offercamp
- 1636–1637 Johann Steinhaus
- 1637–1638 Joachim Offercamp
- 1638–1639 Johann Hack
- 1639–1640 Johann Hanen
- 1640–1641 Johann Bartscherer
- 1641–1642 Anton Bonten
- 1642–1643 Michael Teschius
- 1643–1645 Johann Steinhaus
- 1646–1649 Johann Steinhaus
- 1649–1650 Anton Bonten
- 1650–1653 Johann Clout
- 1653–1658 Heinrich Cosmas
- 1658–1659 Johann Bartscherer
- 1659–1660 Johann Steinhaus
- 1660–1661 Adam Hanen
- 1661–1663 Peter vom Stein
- 1663–1665 Claudius Durandus
- 1665–1666 Gerhard Scholtheiß
- 1666–1667 Claudius Durandus
- 1667–1668 Gerhard Scholtheiß
- 1669–1672 Peter vom Stein
- 1672–1679 Matthias Steinhausen
- 1679–1680 Ewald Müllers
- 1680–1682 Andreas Urdenbach
- 1682–1684 C. Dautzenberg
- 1684–1686 Franz Rudolf Collenbach
- 1686–1687 N. N. Mosch
- 1687–1690 Johann Bramert
- 1680–1693 Ewald Müllers
- 1693–1694 Johann Strack
- 1694–1695 Johann Bramert
- 1695–1696 Maximilian Beesen
- 1696–1697 Johann Strack

Siegel des Lewe Erwin, 1527–1549 Schöffe zu Ratingen

Siegel des Wilhelm Haenen d. Ä., 1495–1555 Schöffe zu Ratingen

Siegel des Ditzman Hucking, 1524–1539 Schöffe zu Ratingen

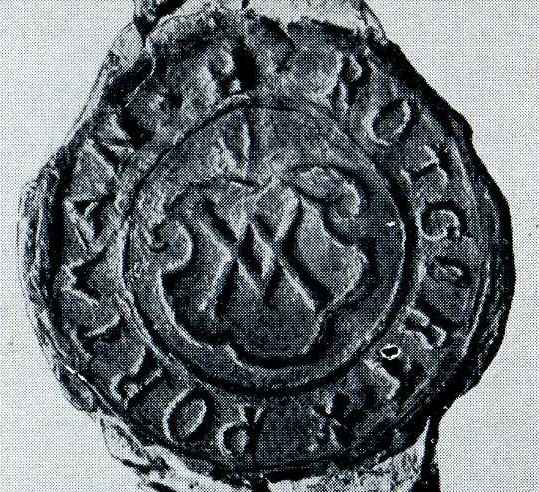
Siegel des Rutger Portmann, 1566–1596 Schöffe zu Ratingen

- 1697–1709 Franz Rudolph Collenbach
- 1709–1711 Maximilian Beesen
- 1711–1712 Franz Rudolph Collenbach
- 1712–1713 Christoffel Schrodt
- 1713–1714 Max Beesen
- 1714–1715 Johann Christoffel Schrodt
- 1715–1716 Max Beesen
- 1716–1717 Johann Christoffel Schrodt
- 1717–1718 Johann Collenbach
- 1718–1719 Johann Schrodt
- 1719–1720 Johann Collenbach
- 1720–1721 Johann Schrodt
- 1721–1723 Johann Collenbach
- 1723–1724 Peter Polheim
- 1724–1725 N. N. Lorent
- 1725–1729 Johann Schrodt
- 1729–1730 Peter Polheim
- 1731–1732 Peter Polheim
- 1734–1735 Stephan Schrodt
- 1735–1742 Peter Polheim
- 1742–1744 Adolf Bertram Heitgens
- 1744–1745 Christian Brinck
- 1745–1746 Adolf Bertram Heitgens
- 1746–1747 Moritz Wolff
- 1747–1749 Christian Brinck
- 1749–1750 Adolf Bertram Heitgens
- 1750–1751 Christian Brinck
- 1751–1752 Johann Daniels
- 1752–1753 Moritz Wolff
- 1753–1754 Adolf Bertram Heitgens
- 1754–1755 Moritz Wolff
- 1755–1757 Adolf Bertram Heitgens
- 1757–1758 Moritz Wolff
- 1758–1760 Caspar Strack
- 1760–1761 N. N. Baasel
- 1761–1762 Johann Wilhelm Wartenberg
- 1762–1763 J. W. Degreck
- 1763–1764 Johann Wilhelm Wartenberg
- 1764–1765 Johann Wilhelm Degreck
- 1765–1767 Johann Wilhelm Wartenberg
- 1767–1768 Johann Wilhelm Degreck
- 1768–1769 Caspar Strack
- 1769–1770 Johann Wilhelm Degreck
- 1770–1771 Johann Wilhelm Schellscheidt
- 1771–1772 Johann Gottfried Ubers
- 1772–1773 Caspar Strack
- 1773–1774 Johann Heinrich Lensch
- 1774–1775 Johann Wilhelm Schellscheidt
- 1775–1776 Michael Schönen
- 1776–1777 Johann Wilhelm Schellscheidt
- 1777–1778 Johann Gottfried Ubers
- 1778–1779 Johann Wilhelm Schellscheidt
- 1779–1780 Johann Gottfried Ubers
- 1780–1781 Caspar Strack
- 1781–1782 Michael Schönen
- 1782–1783 Johann Wilhelm Schellscheidt
- 1783–1784 J. M. Pannenberg
- 1784–1785 Anton Degreck
- 1785–1786 Ferdinand Wachendorff
- 1786–1787 P. Liethen
- 1787–1788 A. Meyer
- 1788–1789 Caspar Strack
- 1789–1790 Michael Schönen
- 1790–1791 J. W. Schellscheidt
- 1791–1792 J. M. Pannenberg
- 1792–1793 Johann Wilhelm Degreck
- 1793–1794 N. N. Wachendorff
- 1794–1795 N. N. Liethen
- 1795–1796 N. N. Wachendorff
- 1796–1797 Matthias Pannenberg
- 1797–1798 Caspar Strack
- 1798–1799 N. N. Degreck
- 1799–1800 N. N. Hellersberg
- 1800–1801 N. N. Wachendorff
- 1801–1802 Johann Posthausen
- 1802–1803 Caspar Strack
- 1803–1804 Johann Posthausen
- 1804–1805 N. N. Wachendorff
- 1805–1806 N. N. Bitter